# Венерн
Ве́нерн (швед. Vänern) — озеро в южной части Швеции на границе ленов Вестра-Гёталанд и Вермланд. Венерн — крупнейшее озеро Швеции и Западной Европы, а также третье по площади в Европе после Ладожского и Онежского озёр.

## Этимология
Название Венерн (швед. Vänern) через зафиксированную форму Venir восходит к древнескандинавскому слову, родственному современному шведскому vatten — «вода».

## Общие сведения
Площадь — 5650 км², объём — 153 км³, длина — около 140 км, максимальная ширина — около 80 км, средняя глубина — 27 м, наибольшая глубина — 106 м, высота над уровнем моря — 44 м. Площадь водосборного бассейна — около 46,8 тыс. км². Ледостав на Венерне — с декабря до апреля, неустойчив. Уровень воды в озере регулируется Варгонской ГЭС

## История
Геологически озеро образовалось после четвертичного оледенения около 10 000 лет назад. После таяния льда вся Среднешведская низменность была покрыта водой, создавая пролив между Каттегатом и Ботническим заливом. В связи с последовавшей за оледенением гляциоизостазией, озеро Венерн стало частью Анцилового озера, которое занимало нынешнюю территорию Балтийского моря. Озеро Венерн было соединено с Анциловым озером проливом, находившимся на территории нынешней провинции Нерке. Дальнейший подъём суши привёл к тому, что озера, такие как Венерн и Веттерн, оказались отрезанными от Балтийского моря. В озере существуют виды, которые обычно не встречаются в пресноводных озёрах, такие как бокоплав Monoporeia affinis. 6 мая 2009 года на дне озера был найден корабль викингов.
История, рассказанная исландским скальдом XIII-го века Снорри Стурлусоном в его «Младшей Эдде» о происхождении озера Меларен, вероятно, изначально была о Венерне. Мифический конунг Швеции Гюльви пообещал Гевьон, женщине из рода Асов столько земли, сколько четыре вола могли бы вспахать за сутки. Сыновья Гевьон, рождённые от великана, превратились в волов, а всю землю, выкорчеванную ими, Гевьон перенесла в море и назвала возникший остров Зеландией. В «Младшей Эдде» говорится, что «входы в озеро соответствуют мысам в Зеландии», а поскольку это гораздо более верно для Венерна, вероятно, миф изначально был о Венерне, а не о Меларене.
В VI веке на льду озера Венерн произошло сражение, записанное в скандинавских сагах и упоминаемое в древнеанглийском эпосе Беовульф. В Беовульфе утверждается, что Венерн находится рядом с могилой дракона в Эрнанессе.

## География
Географически, озеро Венерн расположено на границе между шведскими регионами Гёталанд и Свеаланд и разделено между несколькими шведскими провинциями. Озеро разделяется двумя полуостровами, выступающими с его северного и южного берегов, и островом Колландсё на 2 части. Западная (меньшая) часть водоёма называется Дальбушён и относится к провинции Дальсланд, а восточная часть называется Вермландшён, его северная часть относится к провинции Вермланд, а южная часть к провинции Вестергётланд.
В озеро впадает более 30 рек (по другим данным — более ста), крупнейшая из которых — Кларэльвен. Венерн — исток реки Гёта-Эльв, впадающей в пролив Каттегат. Через озеро проходит Гёта-канал, водный путь из Балтийского моря в Северное. Крупнейшие порты озера — Карлстад и Кристинехамн на севере, Мариестад на востоке, Лидчёпинг на юге, Венерсборг на юго-западе.
Архипелаг Юрё в центральной части озера вместе с прилегающей акваторией является национальным парком.
Многочисленные шхеры и острова, занимающие около 220 км², группируются вблизи юго-восточных и северных берегов. Крупнейшими островами Венерна являются Турсё (62 км²), Колландсё (57 км²) и Хаммарё (47 км²), также на озере множество мелких островов.
Берега озера в основном низкие, береговая линия сравнительно сильно изрезана. Берега и покрытые лесом, возвышенны, за исключением плоского и открытого южного побережья.
Колебания уровня воды незначительны (ок. 2,5 м). Наиболее высокий уровень в течение года наблюдается в летние месяцы (июнь, июль), наиболее низкий — в марте. Горное плато Киннекулле является популярной туристической достопримечательностью у юго-восточного побережья Венерна. С высоты 270 метров с него открывается лучший вид на озеро. Поблизости также расположено другое горное плато Халлеберг.
Венерн является очень важным звеном в системе озёр, рек и каналов, пересекающих южный выступ Скандинавского полуострова. Озеро является частью внутреннего водного пути Стокгольм — Гётеборг. Каналы Далсландский и Сеффлский соединяют Венерн с индустриальными областями юго-западной Швеции.
На берегах озера расположены города Карлстад, Мариестад, Венерсборг. Две мощных электростанции — одна на юго-восточном берегу у Трольгеттана, другая на северо-восточном — используют водную энергию озера и электрифицируют примыкающую с запада промышленную область.